# Alvina Lim
Alvina Hsiao Ping Lim (12 maja 1979) – singapurska zapaśniczka walcząca w stylu wolnym. Zajęła jedenaste miejsce na mistrzostwach Azji w 2019 i 2023. Piąta na igrzyskach Azji Południowo-Wschodniej w 2023. Brązowa medalistka mistrzostw Wspólnoty Narodów w 2016 roku.